# (30981) 1995 SJ4
1995 أس جاي 4 (ويعرف أيضًا باسم (30981) 1995 أس جاي 4 وفق تسمية الكوكب الصغير) (بالإنجليزية: 1995 SJ4)‏ هو كويكب ضمن حزام الكويكبات؛ وترتيبه 30981 من حيث الاكتشاف.
اكتُشف هذا الجُرم الفلكي بواسطة Timothy B. Spahr ‏ في 25 سبتمبر 1995.

## وصلات خارجية
- (30981) 1995 SJ4 في قاعدة بيانات مختبر الدفع النفاث لأجرام النظام الشمسي الصغيرة

- الاكتشاف · مخطط المدار ·  العناصر المدارية · المعلمات المادية

- (30981) 1995 SJ4 على موقع ويكي سكاي: DSS2, SDSS, GALEX, IRAS, Hydrogen α, X-Ray, Astrophoto, Sky Map, Articles and images